# Mikrospektrofotometrie
Mikrospektrofotometrie (zkratka MSF) je metoda analytické chemie, která vznikla kombinací mikroskopie a spektrometrie. Její vznik byl nutný, protože srovnávací mikroskopy mají tu vadu, že nedokáží rozlišit složení dvou červených barev, které vypadají stejně, ale ve skutečnosti se mohou lišit ve složení, a naopak spektrální metody mají tu vadu, že se jimi změří spektrum, ale jen celého vzorku. Řešením problémů se tedy stala mikrospektrofotometrie (MSF), která v sobě spojuje mikroskopické i spektroskopické metody, přičemž toto spojení donedávna naráželo především na technická omezení - na konstrukci čoček a na slabé zdroje záření. Konstrukce čoček se napravila používáním elektromagnetických cívek, případně naleštěných ocelových zrcadel místo skleněných a o dostatečně silné zdroje záření se postaraly lasery.
Hlavní výhodou mikrospektrofotometrie je možnost zkoumat vzorky do většího detailu. Ve forenzní chemii lze takto pozorovat jen jedno vlákno, které lze rovnou prověřit i spektrálně. Mikroelementární analýza je z části zvláštním případem skenovacího elektronového mikroskopu (SEM), který skládá obraz objektu pomocí proudu elektronů, které se na vzorku rozptylují.

## Metody mikrospektrofotometrie a jejich využití
Jednotlivé mikrometody našly uplatnění ve forenzní chemii pro:
- Mikro-UV/VIS - nedestruktivní analýza vláken, inkoustů a barev
- Mikro-ATR - analýza drog a barev
- Mikro-Raman - analýza pigmentů a inkousty.